# Luming (köping i Kina, Sichuan)
Luming (kinesiska: 鹿鸣镇, 鹿鸣) är en köping i Kina. Den ligger i provinsen Sichuan, i den sydvästra delen av landet, omkring 330 kilometer öster om provinshuvudstaden Chengdu. Antalet invånare är 11 947. Befolkningen består av 5 921 kvinnor och 6 026 män. Barn under 15 år utgör 25,0 %, vuxna 15-64 år 65 %, och äldre över 65 år 9,0 %.
Genomsnittlig årsnederbörd är 1 649 millimeter. Den regnigaste månaden är juli, med i genomsnitt 310 mm nederbörd, och den torraste är december, med 10 mm nederbörd.